# Œudeghien
Œudeghien [ød(ə)gjɛ̃] est un village du Pays des collines dans la province de Hainaut en Belgique. Administrativement il fait partie de la commune de Frasnes-lez-Anvaing (Région wallonne de Belgique.

## Évolution démographique
- Sources : INS, Rem. : 1831 jusqu'en 1970 = recensements, 1976 = nombre d'habitants au 31 décembre.

## Patrimoine et culture

### Patrimoine architectural
- Le village dans le parc naturel du Pays des Collines, entre Dendre et Escaut.
- L'église Saint-Nicolas : elle aurait été construite en 1790.
- La chapelle Notre-Dame du Buisson[2] : La Mère de Dieu est vénérée déjà au XVIe siècle. Sa statue est fixée sur le tronc d'une aubépine, ce qui lui donne le nom de Notre-Dame du Buisson. La construction est achevée en 1607. Elle est financée par le comte Charles d'Egmont habitant le château de Lahamaide comme reconnaissance à la guérison miraculeuse de sa fille après une demande à Notre-Dame du Buisson. De nos jours plusieurs miracles lui seraient attribués.
- Quatre moulins font partie de l'histoire de la commune[3] : 
  - le moulin Nazari, de la ferme Daumerie, rue du Buisson 15, bâti en 1700 et disparu vers 1900 (moulin à vent à grain) ;
  - le moulin Maes, à ses débuts moulin à vent à battre huile, rue de la Folie no 5 , auquel on ajouta une meule à grain le 21 février 1787. Bâti en 1771 et exploité par Jean-Baptiste Tranois (fils de censier) ; il fut déplacé en 1924 à Saint-Genois (en néerlandais Sint-Denijs, dans la commune actuelle de Zwevegem en Flandre occidentale) devant remplacer le « Slavaetsmolen », détruit par la guerre en 1918. Enfin, en 1924, fut bâtie une meunerie avec meule mue par la force électrique sur le lieu du moulin Maes (bâtiment encore visible aujourd'hui) ;
  - le moulin Schoyer, au nord de la rue Duquesne, bâti en 1700 et disparu avant 1900 ;
  - Moulin Edmond du Coussiau-Edmond Allard : bâti en 1914-1918, disparu en 1927.
- La ferme de la Maladrerie est une ancienne léproserie. La ferme est toujours en activité à ce jour[3]. Le marais dans lequel on soignait les lépreux a été remblayé lors de la réfection de la chaussée, il est encore visible sur les anciennes cartes postales.